# Jodła olbrzymia
Jodła olbrzymia (Abies grandis) – gatunek drzew z rodziny sosnowatych. Jedna z najwyższych jodeł. Występuje naturalnie w zachodniej części Ameryki Północnej.

## Morfologia

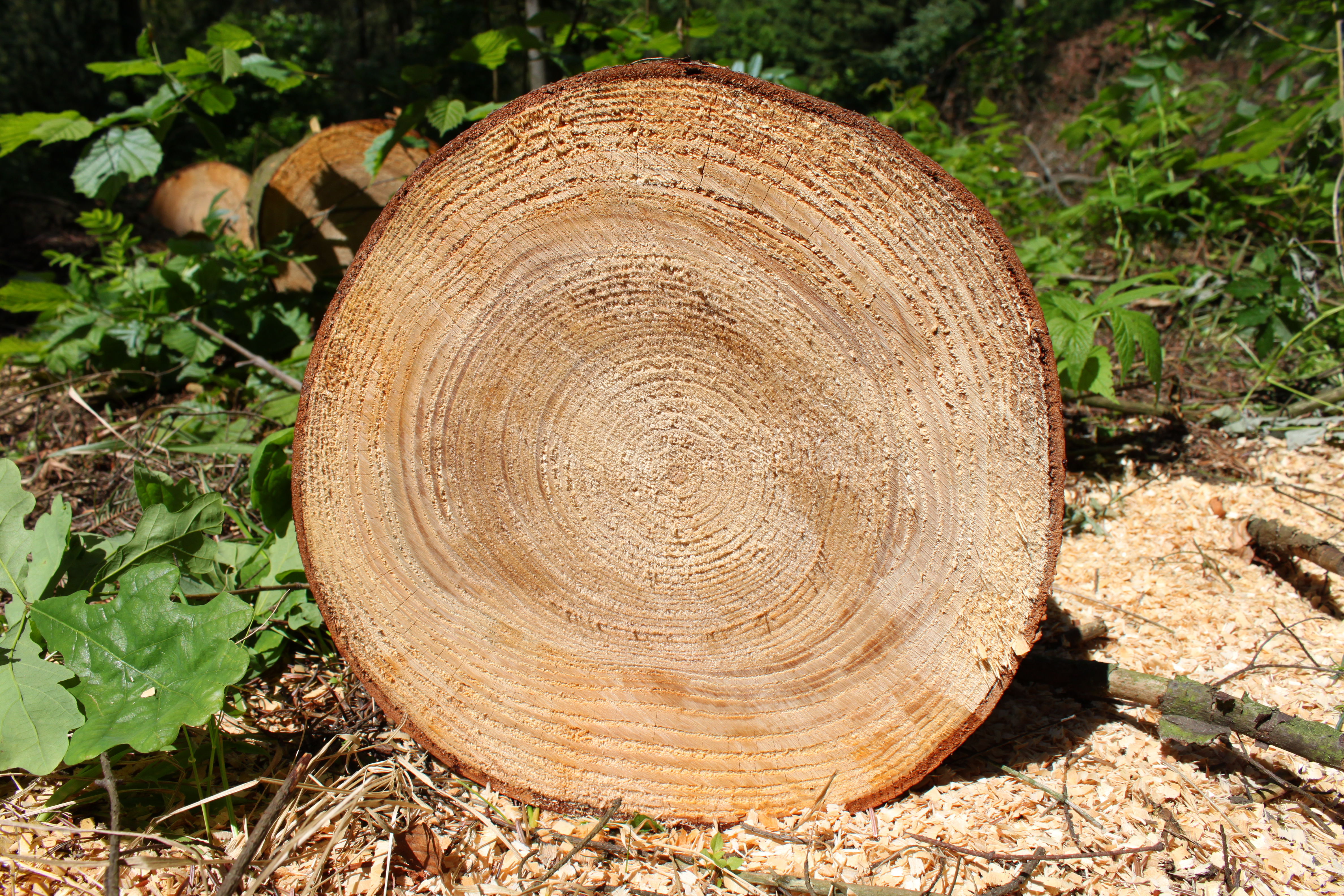
Przekrój poprzeczny przez pień

PokrójW Polsce drzewo dorasta do 30 m wysokości, a w ojczyźnie nawet do 100 m. Korona jest regularna i wąskostożkowa.
PędyPędy są dość cienkie. Mają oliwkowozieloną barwę. Są gęsto i równomiernie omszone, ale zazwyczaj szybko nagie. Pączki są pokryte żywicą. Są małe i zaokrąglone.
IgłyIgły są wyjątkowo regularnie, płasko i grzebieniasto rozłożone tak jak u jodły pospolitej, ale długie, w dolnej warstwie do 6–8 cm długości, w górnych znacznie krótsze. Są błyszczące i ciemnozielone. Na szczycie z reguły są wycięte z wyraźną bruzdką od góry biegnącą wzdłuż całej igły, od spodu z białawymi paskami.
SzyszkiSzyszki żeńskie umieszczone są tylko w strefie wierzchołka, w stosunku do wysokości drzewa są dość małe, 6–8 cm długości, w kolorze brunatnym. Łuski są wypierające ukryte.

## Zastosowanie
W dobrych warunkach siedliskowych rośnie bujnie i szybko. Z tego względu jest najważniejszym obcym gatunkiem jodły dla lasów europejskich. W Polsce sadzona głównie w lasach i w parkach, zwłaszcza na zachodzie kraju.